# Hipólito José da Costa
Hipólito José da Costa Pereira Furtado de Mendonça (Colonia del Sacramento, 13 de agosto de 1774 - Londres, 11 de septiembre de 1823) fue un periodista, masón y diplomático brasileño, patrono de la silla 17 de la Academia Brasileña de Letras. El año 2010 su nombre fue inscrito en el Libro de Acero de los héroes nacionales ubicado en el Panteón de la Patria y de la Libertad Tancredo Neves.